# Каппельн (Нижня Саксонія)
Каппельн (нім. Cappeln) — сільська громада в Німеччині, розташована в землі Нижня Саксонія. Входить до складу району Клоппенбург.
Площа — 76,20 км2. Населення становить 7358 ос. (станом на 31 грудня 2021).